# 1986年全仏オープン
1986年 全仏オープン（1986ねんぜんふつオープン、Internationaux de France de Roland-Garros 1986）は、フランス・パリにある「スタッド・ローラン・ギャロス」にて、1986年5月26日から6月8日にかけて開催された。

## シード選手

### 男子シングルス
1. イワン・レンドル　（優勝、2年ぶり2度目）
2. マッツ・ビランデル　（3回戦）
3. ボリス・ベッカー　（ベスト8）
4. ヤニック・ノア　（4回戦）
5. ステファン・エドベリ　（2回戦）
6. ヨアキム・ニーストロム　（1回戦）
7. アンダース・ヤリード　（3回戦）
8. アンリ・ルコント　（ベスト4）
9. アンドレス・ゴメス　（ベスト8）
10. シェリー・テュラーヌ　（2回戦）
11. マルティン・ハイテ　（4回戦）
12. ギレルモ・ビラス　（ベスト8）
13. ヨハン・クリーク　（ベスト4）
14. エミリオ・サンチェス　（4回戦）
15. （大会開始前に棄権）
16. ハインツ・ギュンタード　（1回戦）

### 女子シングルス
1. マルチナ・ナブラチロワ　（準優勝）
2. クリス・エバート・ロイド　（優勝、2年連続7度目）
3. シュテフィ・グラフ　（ベスト8）
4. クラウディア・コーデ＝キルシュ　（4回戦）
5. ハナ・マンドリコワ　（ベスト4）
6. ヘレナ・スコバ　（ベスト4）
7. キャシー・リナルディ　（ベスト8）
8. マニュエラ・マレーバ　（3回戦）
9. ガブリエラ・サバティーニ　（4回戦）
10. ジーナ・ガリソン　（3回戦）
11. キャシー・ジョーダン　（1回戦）
12. カタリナ・リンドクイスト　（4回戦、途中棄権）
13. カーリン・バセット　（ベスト8）
14. アンドレア・テメシュバリ　（2回戦）
15. アン・ホワイト　（1回戦）
16. テリー・フェルプス　（2回戦）

## 大会経過

### 男子シングルス
準々決勝
- イワン・レンドル vs.  アンドレス・ゴメス　6-7, 7-6, 6-0, 6-0
- ヨハン・クリーク vs.  ギレルモ・ビラス　3-6, 7-6, 7-6, 7-6
- ミカエル・ペルンフォルス vs.  ボリス・ベッカー　2-6, 6-4, 6-2, 6-0
- アンリ・ルコント vs.  アンドレイ・チェスノコフ　6-3, 6-4, 6-3

準決勝
- イワン・レンドル vs.  ヨハン・クリーク　6-2, 6-1, 6-0
- ミカエル・ペルンフォルス vs.  アンリ・ルコント　2-6, 7-5, 7-6, 6-3

### 女子シングルス
準々決勝
- マルチナ・ナブラチロワ vs.  キャシー・リナルディ　7-5, 6-4
- ヘレナ・スコバ vs.  メアリー・ジョー・フェルナンデス　6-2, 6-4
- ハナ・マンドリコワ vs.  シュテフィ・グラフ　2-6, 7-6, 6-1
- クリス・エバート・ロイド vs.  カーリン・バセット　5-7, 6-2, 6-1

準決勝
- マルチナ・ナブラチロワ vs.  ヘレナ・スコバ　4-6, 7-6, 6-2
- クリス・エバート・ロイド vs.  ハナ・マンドリコワ　6-1, 6-1

## 決勝戦の結果
- 男子シングルス： イワン・レンドル vs.  ミカエル・ペルンフォルス　6-3, 6-2, 6-4
- 女子シングルス： クリス・エバート・ロイド vs.  マルチナ・ナブラチロワ　2-6, 6-3, 6-3
- 男子ダブルス： ジョン・フィッツジェラルド＆ トマシュ・スミッド vs.  ステファン・エドベリ＆ アンダース・ヤリード　6-3, 4-6, 6-3, 6-7, 14-12
- 女子ダブルス： マルチナ・ナブラチロワ＆ アンドレア・テメシュバリ vs.  シュテフィ・グラフ＆ ガブリエラ・サバティーニ　6-1, 6-2
- 混合ダブルス： ケン・フラック＆ キャシー・ジョーダン vs.  マーク・エドモンドソン＆ ロザリン・フェアバンク　3-6, 7-6, 6-3

## みどころ
- 女子シングルス優勝者のクリス・エバート・ロイドが、全仏オープンで大会最多優勝記録となる「7勝」をマークした。エバート・ロイドの4大大会女子シングルス優勝記録は「18勝」となり（全豪オープン2勝＋全仏オープン7勝＋ウィンブルドン3勝＋全米オープン6勝＝総計18勝）、マーガレット・コート夫人の「24勝」、ヘレン・ウィルス・ムーディの「19勝」に次ぐ女子歴代3位記録になる。これがエバート・ロイドの最後の4大大会優勝になった。
- 注意点：前回の全豪オープンは1985年12月の年末開催であったが、1987年から新会場の建設により開催時期が1月後半に変更された。（1987年全豪オープンを参照。）したがって、1986年度のテニス4大大会は全仏オープン、ウィンブルドン、全米オープンの3大会のみとなる。